# Kravany nad Dunajom
Kravany nad Dunajom este o comună slovacă, aflată în districtul Komárno din regiunea Nitra, pe malul râului Dunărea. Localitatea se află la altitudinea de 109 m deasupra n.m., se întinde pe o suprafață de 15,88 km2 și în 2017 număra 717 locuitori. Se învecinează cu Lábatlan și Süttő.

## Istoric
Localitatea Kravany nad Dunajom este atestată documentar din 1245.

## Demografie
| An:                | 1994 | 2004   | 2014   | 2024   |
| ------------------ | ---- | ------ | ------ | ------ |
| Număr de persoane: | 779  | 759    | 727    | 703    |
| Diferență:         |      | −2,56% | −4,21% | −3,30% |

| An:                | 2023 | 2024   |
| ------------------ | ---- | ------ |
| Număr de persoane: | 718  | 703    |
| Diferență:         |      | −2,08% |